# Alessio Maria Federici
Alessio Maria Federici (Roma, 18 marzo 1976) è un regista e attore italiano.

## Biografia
Dopo il diploma di liceo classico, nel 1995 vince un concorso del programma Europa Media e si diploma come filmaker/regista in un programma di studi patrocinato dalla École du Cinema di Parigi.
Dal 1997 inizia a fare l'aiuto regista al cinema e per diverse campagne pubblicitarie italiane.
Nel 2003 realizza il suo primo mediometraggio da regista, Dove dormono gli aeroplani; che insieme ad altri quattro mediometraggi compone il suo primo film, Bambini. 
Dal 2003 al 2008 collabora come aiuto regista e producer per registi stranieri ed italiani in molte campagne internazionali. Tornato in Italia, riprende il discorso interrotto con il cinema e fino al 2010 lavora come aiuto regista in vari film italiani, per poi esordire alla regia di Lezioni di Cioccolato 2 (2011). 
Sposato, ha due figli.

## Filmografia

### Regista
- Bambini (2006)
- Lezioni di cioccolato 2 (2011)
- Stai lontana da me (2013)
- Fratelli unici (2014)
- Tutte lo vogliono (2015)
- Maradonapoli (2016)
- Terapia di coppia per amanti (2017)
- Uno di famiglia (2018)
- Generazione 56k – serie TV (2021)
- Quattro metà (2021)
- (Im)perfetti criminali (2022)
- Non ci resta che il crimine - La serie, con Massimiliano Bruno, 4 episodi (2023)
- Piedone - Uno sbirro a Napoli – miniserie TV (2024)

### Aiuto regista
- Il processo (2000)
- Il terzo segreto di Fatima (2001)
- Piovono mucche (2002)
- Eccomi qua (2003)
- Nessun messaggio in segreteria (2005)
- Amore, bugie & calcetto (2008)
- Solo un padre (2008)
- Diverso da chi? (2009)
- Oggi sposi (2009)
- Meno male che ci sei (2009)
- La donna della mia vita (2010)
- Immaturi (2011)
- Nessuno mi può giudicare (2011)

### Attore
- Classe mista 3ª A (1996)
- Panarea (1997)
- Un anno in campagna (2000)
- Piovono mucche (2002)